# Damernas sprint i bancykling vid olympiska sommarspelen 2000
Damernas sprint i bancykling vid olympiska sommarspelen 2000 avgjordes den 20 september 2000 i Dunc Gray Velodrome.

## Medaljörer
| Event           | Guld                        | Silver                   | Brons                  |
| Damernas sprint | Félicia Ballanger Frankrike | Oksana Grishina Ryssland | Iryna Yanovych Ukraina |

## Resultat

### Kvalificeringsrunda
| Plats | Cyklist                 | Land        | Tid      | Genomsnittshastighet |
| ----- | ----------------------- | ----------- | -------- | -------------------- |
| 1.    | Felicia Ballanger       | Frankrike   | 11.262 s | 63.932 km/h          |
| 2.    | Oxana Grichina          | Ryssland    | 11.439 s | 62.943 km/h          |
| 3.    | Tanya Dubnicoff         | Kanada      | 11.494 s | 62.641 km/h          |
| 4.    | Michelle Ferris         | Australien  | 11.512 s | 62.543 km/h          |
| 5.    | Daniella Larreal        | Venezuela   | 11.526 s | 62.467 km/h          |
| 6.    | Szilvia Noemi Szabolcsi | Ungern      | 11.545 s | 62.365 km/h          |
| 7.    | Iryna Yanovych          | Ukraina     | 11.548 s | 62.348 km/h          |
| 8.    | Tanya Lindenmuth        | USA         | 11.649 s | 61.808 km/h          |
| 9.    | Yan Wang                | Kina        | 11.650 s | 61.803 km/h          |
| 10.   | Kathrin Freitag         | Tyskland    | 11.792 s | 61.058; km/h         |
| 11.   | Fiona Ramage            | Nya Zeeland | 11.803 s | 61.001 km/h          |
| 12.   | Mira Kasslin            | Finland     | 12.194 s | 59.045 km/h          |

### Åttondelsfinaler
| Heat | Plats | Cyklist                 | Land        | Tid      | Genomsnittshastighet | Kvalifikation |
| ---- | ----- | ----------------------- | ----------- | -------- | -------------------- | ------------- |
| 1    | 1     | Felicia Ballanger       | Frankrike   | 12.257 s | 58.742 km/h          | Q             |
| 1    | 2     | Mira Kasslin            | Finland     |          |                      |               |
| 2    | 1     | Oxana Grichina          | Ryssland    | 12.195 s | 59.041 km/h          | Q             |
| 2    | 2     | Fiona Ramage            | Nya Zeeland |          |                      |               |
| 3    | 1     | Tanya Dubnicoff         | Kanada      | 12.414 s | 57.999 km/h          | Q             |
| 3    | 2     | Kathrin Freitag         | Tyskland    |          |                      |               |
| 4    | 1     | Michelle Ferris         | Australien  | 12.078 s | 59.693 km/h          | Q             |
| 4    | 2     | Yan Wang                | Kina        |          |                      |               |
| 5    | 1     | Daniella Larreal        | Venezuela   | 12.375 s | 58.182 km/h          | Q             |
| 5    | 2     | Tanya Lindenmuth        | USA         |          |                      |               |
| 6    | 1     | Iryna Yanovych          | Ukraina     | 12.105 s | 59.925 km/h          | Q             |
| 6    | 2     | Szilvia Noemi Szabolcsi | Ungern      |          |                      |               |

#### Uppsamling
| Heat | Plats | Cyklist                 | Land        | Tid      | Genomsnittlig hastighet | Kvalifikation |
| ---- | ----- | ----------------------- | ----------- | -------- | ----------------------- | ------------- |
| 1    | 1     | Szilvia Noemi Szabolcsi | Ungern      | 12.625 s | 57.030 km/h             | Q             |
| 1    | 2     | Yan Wang                | Kina        |          |                         |               |
| 1    | 3     | Mira Kasslin            | Finland     |          |                         |               |
| 2    | 1     | Tanya Lindenmuth        | USA         | 12.275 s | 58.656 km/h             | Q             |
| 2    | 2     | Kathrin Freitag         | Tyskland    |          |                         |               |
| 2    | 3     | Fiona Ramage            | Nya Zeeland |          |                         |               |

#### Klassificering 9-12
| Plats | Cyklist         | Land        | Tid      | Genomsnittlig hastighet |
| ----- | --------------- | ----------- | -------- | ----------------------- |
| 1     | Kathrin Freitag | Tyskland    | 12.971 s | 55.508 km/h             |
| 2     | Fiona Ramage    | Nya Zeeland |          |                         |
| 3     | Mira Kasslin    | Finland     |          |                         |
| 4     | Yan Wang        | Kina        |          |                         |

### Kvartsfinaler
| Heat | Plats | Cyklist                 | Land       | Tid 1    | Tid 2    | Decider | Kvalifikation |
| ---- | ----- | ----------------------- | ---------- | -------- | -------- | ------- | ------------- |
| 1    | 1     | Felicia Ballanger       | Frankrike  | 11.772 s | 12.060 s |         | Q             |
| 1    | 2     | Tanya Lindenmuth        | USA        |          |          |         |               |
| 2    | 1     | Oxana Grichina          | Ryssland   | 12.545 s | 12.885 s |         | Q             |
| 2    | 2     | Szilvia Noemi Szabolcsi | Ungern     |          |          |         |               |
| 3    | 1     | Iryna Yanovych          | Ukraina    | 12.048 s | 11.946 s |         | Q             |
| 3    | 2     | Tanya Dubnicoff         | Kanada     |          |          |         |               |
| 4    | 1     | Michelle Ferris         | Australien | REL      | 11.705 s | 11.96 s | Q             |
| 4    | 2     | Daniella Larreal        | Venezuela  |          |          | REL     |               |

#### Klassificering 5-8
| Plats | Cyklist                 | Land      | Tid      | Genomsnittlig hastighet |
| ----- | ----------------------- | --------- | -------- | ----------------------- |
| 1     | Szilvia Noemi Szabolcsi | Ungern    | 12.426 s | 57.943 km/h             |
| 2     | Tanya Lindenmuth        | USA       |          |                         |
| 3     | Tanya Dubnicoff         | Kanada    |          |                         |
| 4     | Daniella Larreal        | Venezuela |          |                         |

### Semifinaler
| Heat | Plats | Cyklist           | Land       | Tid 1    | Tid 2    | Decider | Kvalifikation |
| ---- | ----- | ----------------- | ---------- | -------- | -------- | ------- | ------------- |
| 1    | 1     | Felicia Ballanger | Frankrike  | 12.328 s | 12.124 s |         | Q             |
| 1    | 2     | Michelle Ferris   | Australien |          |          |         |               |
| 2    | 1     | Oxana Grichina    | Ryssland   | 12.594   | 12.726 s |         | Q             |
| 2    | 2     | Iryna Yanovych    | Ukraina    |          |          |         |               |

### Finaler

#### Bronsmatch
| Plats | Cyklist         | Land       | Tid 1    | Tid 2    | Decider |
| ----- | --------------- | ---------- | -------- | -------- | ------- |
| 1     | Iryna Yanovych  | Ukraina    | 12.156 s | 13.310 s |         |
| 2     | Michelle Ferris | Australien |          |          |         |

#### Guldmatch
| Plats | Cyklist           | Land      | Tid 1    | Tid 2    | Decider  |
| ----- | ----------------- | --------- | -------- | -------- | -------- |
| 1     | Felicia Ballanger | Frankrike | 12.810 s |          | 12.533 s |
| 2     | Oxana Grichina    | Ryssland  |          | 13.122 s |          |